# Naiades cantarinii
Naiades cantarinii är en ringmaskart som beskrevs av Delle Chiaje 1830. Naiades cantarinii ingår i släktet Naiades och familjen Alciopidae. Inga underarter finns listade i Catalogue of Life.